# Josep Calvet i Móra
Josep Calvet i Móra (Argentona, Maresme, 3 de juliol de 1891 - Bogotà (Colòmbia), 1 de novembre de 1950) fou un sindicalista català, diputat a les Corts Espanyoles durant la Segona República.

## Biografia
Treballava de pagès i el 1904 participà en la fundació del Sindicat d'Oficis diversos d'Argentona federat a la UGT. Assistí al congrés de la Federació de Societats Obreres Agràries del Penedès celebrat a Sant Sadurní d'Anoia el maig de 1921, representant la societat agrària "La Redemptora" d'Argentona. L'any 1928 La Redemptora i ell mateix s'afiliaren a la Unió de Rabassaires. L'any 1931 va ser elegit alcalde d'Argentona i el 1932 president de la Unió de Rabassaires.
Fou elegit diputat al Parlament de Catalunya el 1932 i a les Corts de l'Estat a les eleccions de 1933. Signà el manifest de constitució de l'Aliança Obrera en nom de la Unió de Rabassaires el desembre de 1933. A les eleccions del febrer de 1936 va ser elegit diputat per la coalició Front d'Esquerres. Fou conseller d'Agricultura de la Generalitat de Catalunya del 31 de juliol de 1936 fins al 1939. S'oposà a la col·lectivització de la propietat agrària i ordenà la sindicació obligatòria dels pagesos. En acabar la guerra civil espanyola s'exilià a França i després s'establí a Colòmbia.